# Club Deportivo Universidad César Vallejo
El Club Deportivo Universidad César Vallejo, conocido como César Vallejo o UCV, es una institución deportiva fundada el 6 de enero de 1996 en Trujillo, Perú, por César Acuña Peralta. Este club es la entidad deportiva de la Universidad César Vallejo y desde 2025 participa en la Liga 2, la segunda categoría del fútbol nacional. 
El equipo debutó en la Primera División del Perú en 2004, donde permaneció dos temporadas. Después de un ascenso en 2007, el club jugó en la Primera División hasta descender nuevamente en 2016. En 2018, lograron su regreso a la máxima categoría tras ganar el campeonato de Segunda División.
En 2014, fue el club peruano mejor posicionado en el ránking de la IFFHS. El club también cuenta con equipos en otras disciplinas como voleibol, baloncesto, natación y atletismo.[cita requerida]

## Historia

### 1996-2003: Fundación e inicios
Fundado el 6 de enero de 1996, representa a la Universidad César Vallejo en competiciones deportivas. Inició su participación en la tercera división trujillana a finales de 1996 y principios de 1997, logrando coronarse campeón. En 1998, se consagró campeón de la segunda división de Trujillo, permitiéndole ascender a la primera división local en 1999. En su primer año en esta categoría, obtuvo el subcampeonato, y en su segundo año, terminó en tercer lugar.
En 2001, el club fue campeón Distrital, Provincial y Departamental, avanzando en la Copa Perú al derrotar a Universidad Técnica de Cajamarca y José Gálvez de Chimbote. En la final, cayó por penales ante Coronel Bolognesi FC. En 2003, obtuvo el título de la Copa Perú y ascendió a la Primera División del fútbol peruano tras vencer al Deportivo Educación de Abancay en la final disputada en el Estadio Nacional.

### 2004-2009: Primeros años en el fútbol profesional
El equipo jugó en la Primera División del Perú durante dos años hasta descender en 2005. Después de dos temporadas en Segunda División, regresó a la máxima categoría en 2007 tras coronarse campeón. En 2009, se clasificó por primera vez a un torneo internacional, la Copa Sudamericana 2010, tras finalizar sexto en la tabla general del Campeonato Descentralizado.

### 2010-2014: Presencia en los torneos internacionales
En 2010, el club se clasificó nuevamente a la Copa Sudamericana 2011 al finalizar quinto en la tabla general. En 2011, tuvo una campaña difícil, salvándose del descenso en la última fecha con una victoria sobre Juan Aurich.
En 2012, el equipo finalizó tercero en la tabla general y se clasificó a la Copa Libertadores 2013. Fueron eliminados en la primera fase por Deportes Tolima. En 2013, el club estrenó un nuevo escudo. En 2014, clasificaron a la Copa Sudamericana tras finalizar en la quinta posición del Campeonato Descentralizado. Bajo la dirección de Franco Navarro, el equipo terminó segundo en su grupo del Torneo del Inca y octavo en el acumulado del torneo peruano. En la Copa Sudamericana, alcanzó los cuartos de final, situándose entre los ocho mejores equipos del torneo.
En 2015, el club obtuvo su primer título nacional al ganar el Torneo del Inca. Cerró el año en tercer lugar en el Campeonato Descentralizado, clasificándose por segunda vez a la Copa Libertadores. 

### 2016-2018: Irregularidad y segundo descenso
En 2016, en la Copa Libertadores, el equipo fue eliminado tempranamente por Sao Paulo de Brasil. Tras esta eliminación, el equipo no logró recuperarse y terminó en el último puesto del Torneo Apertura y del Torneo Clausura. En la tabla acumulada, finalizó en el penúltimo lugar, lo que dio como resultado su descenso de categoría por segunda vez en su historia.
Al siguiente año en la Segunda División de 2017, el equipo se mantuvo peleando el liderado con Sport Boys durante todo el torneo, por lo cual, tras empatar con 57 puntos cada uno, se tuvo que jugar un partido extra para definir al campeón y ascendido de la temporada. En dicho encuentro jugado en el Estadio Inca Garcilaso de la Vega empatarían 1-1 por lo cual se llegó a la definición del punto penal, para la desgracia del cuadro trujillano perdería dicha tanda 2-4 y debía jugar otro año en segunda.
En su segunda temporada al hilo en la Segunda División de 2018, luego de quedar puntero en la fase regular, clasificaron directamente a las semifinales del campeonato. Tras eliminar a Juan Aurich en semifinales y imponerse en la final por 3-1 a su clásico rival Carlos A. Mannucci, el cuadro poeta ascendió nuevamente a la Primera División.

### 2019-2023: Pelea por los primeros lugares
Tras 2 años de ausencia, llegan a la temporada 2019 de la Primera División que ahora pasa a llamarse Liga 1 desde aquel año. A pesar de caer en el debut 0-1 frente a Binacional y perder puntos de local el equipo lograría levantarse cosechando victorias al hilo incluyendo un sorpresivo 4-0 frente a Universitario a domicilio, terminando en la tercera posición del Torneo Apertura. Sin embargo, no lograría mantenerse y en el Torneo Clausura su nivel bajaría hasta acabar en la 14.º casilla. Vallejo finaliza en la tabla general con 47 puntos igualado en puntos con Melgar y Real Garcilaso, pero debido a tener una menor diferencia de goles que los clubes mencionados son relegados a la octava posición y no consiguen clasificar a la Copa Sudamericana del siguiente año. Entre tanto en la edición inaugural de la Copa Bicentenario 2019 formaría parte del Grupo A junto con Sporting Cristal, Atlético Grau y Alianza Atlético del cual acabaría en el tercer puesto y entonces eliminado de la competición.
En la Liga 1 2020, al igual que el año pasado, estaría peleando por los cupos internacionales durante todo el torneo. Tras la vuelta por la pandemia de COVID-19 quedarían cuartos de la Fase 1, mientras que en la Fase 2 de la cual integrarían la Liguilla B quedarían segundos, solo a 2 puntos del líder Ayacucho FC. El cuadro poeta finaliza en la tercera posición de la tabla acumulada y por ende clasifican a la Copa Libertadores por primera vez en 5 años.
En la siguiente temporada de la Liga 1 2021, mantendrían el buen rendimiento escalando los primeros lugares a inicios de año. En la Copa Libertadores 2021 el rival a quien le tocó enfrentarse durante la primera fase fue el Caracas FC de Venezuela; lamentablemente se quedarían afuera de forma temprana tras caer en el global 2-0 frente a su rival. Volviendo a la liga local terminarían segundos de la Liguilla A de la Fase 1 solo por debajo de la Universidad San Martín que tenía 4 puntos de ventaja, mientras tanto en la Fase 2 culminarían en la octava posición, finalizando en el cuarto puesto que significaba una nueva clasificación a la Copa Libertadores por segundo año consecutivo.
En la temporada 2022 mostraría el mismo rendimiento que en los últimos años. En su segunda participación al hilo en la Copa Libertadores 2022 el rival que le tocó enfrentar tras el sorteo fue Olimpia de Paraguay tres veces campeón de la competición, quien no tuvo problemas con el cuadro poeta y lo eliminó con un 0-3 en el global. Para la Liga 1 2022 terminaron séptimos en el Torneo Apertura y sextos en el Torneo Clausura, a pesar de perder 3 puntos por resoluciones culminaron el año en la sexta posición del acumulado, sin lograr la clasificación para la Copa Libertadores pero si para la Copa Sudamericana.
Llegando a la temporada 2023 continuaría con el buen rendimiento que los años anteriores tras mantenerse entre los primeros 10 lugares durante la Liga 1 2023. En la Copa Sudamericana se enfrentó a partido único contra Deportivo Binacional donde vencería en penales tras empatar 1-1 y de esa manera clasificaba a la fase de grupos; en esta etapa integró el Grupo A con Liga de Quito, Botafogo y Magallanes del cual acabó último por diferencia de gol y se despedía de la competición. Volviendo a la Liga 1 serían sexto del Torneo Apertura y octavos del Torneo Clausura, terminando en la octavo puesto de la tabla general y así nuevamente clasificaba a la Copa Sudamericana del siguiente año.

### 2024-Act: Decepción y tercer descenso
Para la Liga 1 2024 los poetas se reforzarían con un plantel para pelear el campeonato, entre ellos sería la momentánea contratación del histórico goleador de la selección peruana, Paolo Guerrero, quien se retiraría del club tras pocos encuentros disputados y firmaría por el Club Alianza Lima. Cuando parecía que iba a ser uno de los aspiradores del torneo, se convertiría en la mayor decepción tras una serie de derrotas consecutivas que conllevarían al club a luchar la permanencia durante todo el torneo. En la Copa Sudamericana 2024 nuevamente lograron la clasificación a la fase de grupos tras vencer a Sport Huancayo pero nuevamente quedarían últimos en dicha fase en un Grupo A conformado por ellos con Independiente Medellín, Always Ready y Defensa y Justicia. Volviendo al torneo local el equipo llegaba a la última fecha igualado en puntos con Carlos A. Mannucci y UTC, obligados a ganar; el 2 de noviembre del 2024 finalmente se da su tercer descenso a Liga 2, luego de caer 1-3 frente a Atlético Grau, culminando en la penúltima posición y terminando una penosa campaña que tuvieron a Roberto Mosquera, Guillermo Salas y Luis Hernández Díaz como entrenadores.

## Escudo

Escudo de armas de Trujillo

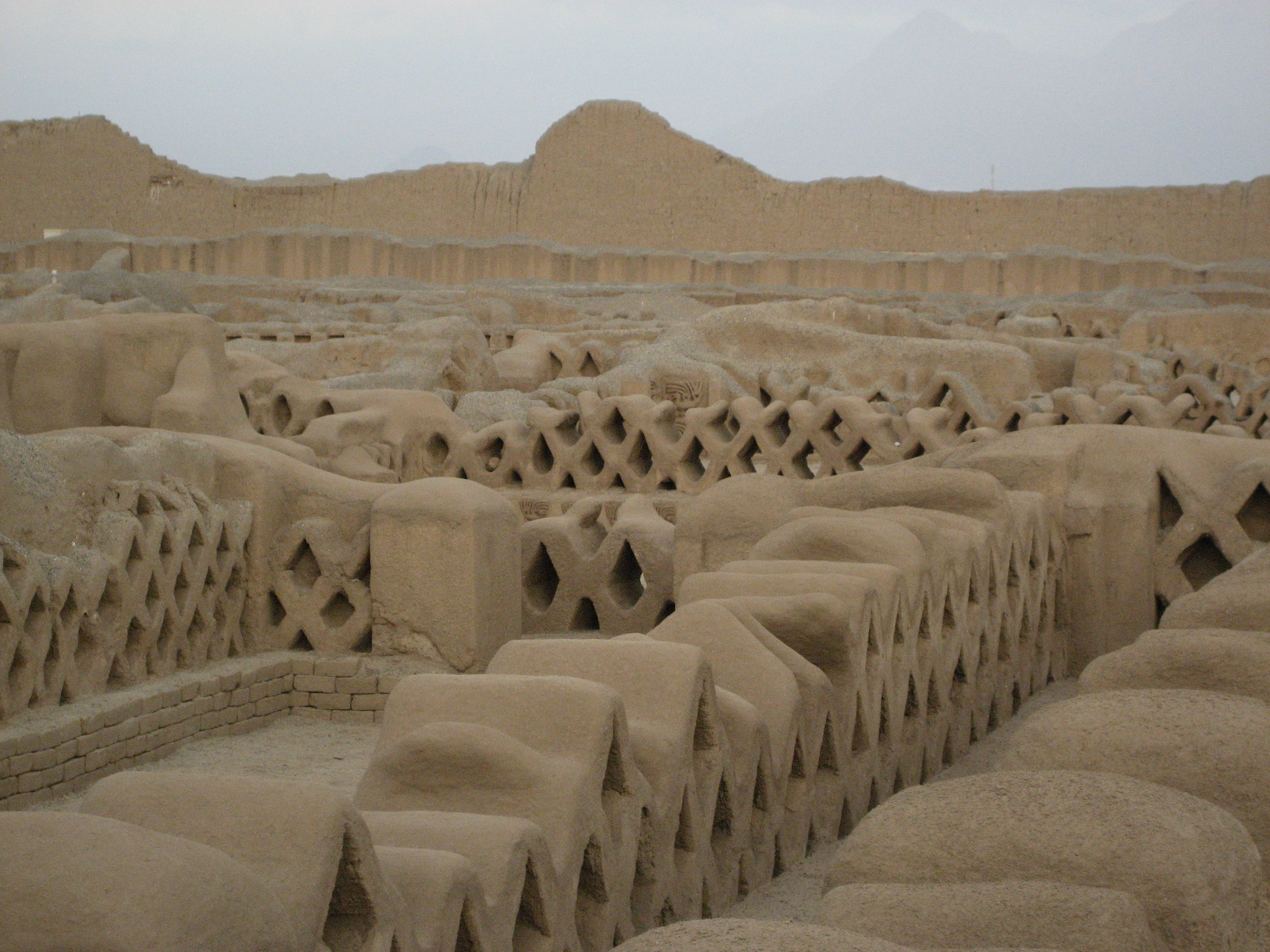
Ruinas de Chan Chan en Trujillo.

El escudo utilizado por el club desde 2007 hasta 2010 era el logo de la universidad. Consistía en un óvalo con fondo blanco que destacaba las siglas del club (UCV) y la palabra «Trujillo». Sobre las siglas, aparecía el texto «Consorcio Universitario», mientras que debajo se leía «César Vallejo-Señor de Sipán».
Del 2011 al 2012, se utilizó un escudo similar, pero cambiando las siglas «UCV» y el texto «Trujillo» por el entonces nuevo logo de la Universidad César Vallejo, y el texto inferior por "Vallejo-Sipán-Autónoma".

En diciembre de 2012, la directiva decidió crear un nuevo escudo para el club, que se estrenaría en 2013, independiente del escudo de la universidad, que consiste en un pentágono con fondo azul que resalta las siglas del club (UCV) y otros elementos significativos. En la parte superior, se representan las garras de un grifo en color rojo. Debajo, una línea roja simboliza el color predominante de la bandera peruana. En la parte central, se incluyen las inscripciones «Trujillo», «UCV» y «Club Deportivo Universidad César Vallejo», este último cambiado en 2015 a solo «Club Deportivo». En la parte inferior, aparecen once barras cruzadas en azul y celeste, representando a los once jugadores del equipo, y el número «1996», año de fundación del club. En los vértices del escudo, hay pequeños rombos en honor a la arquitectura chimú de la ciudadela de Chan Chan.

Escudo utilizado desde 1996 hasta 2006.
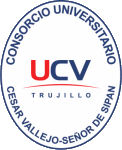
Escudo utilizado desde 2007 hasta 2010.
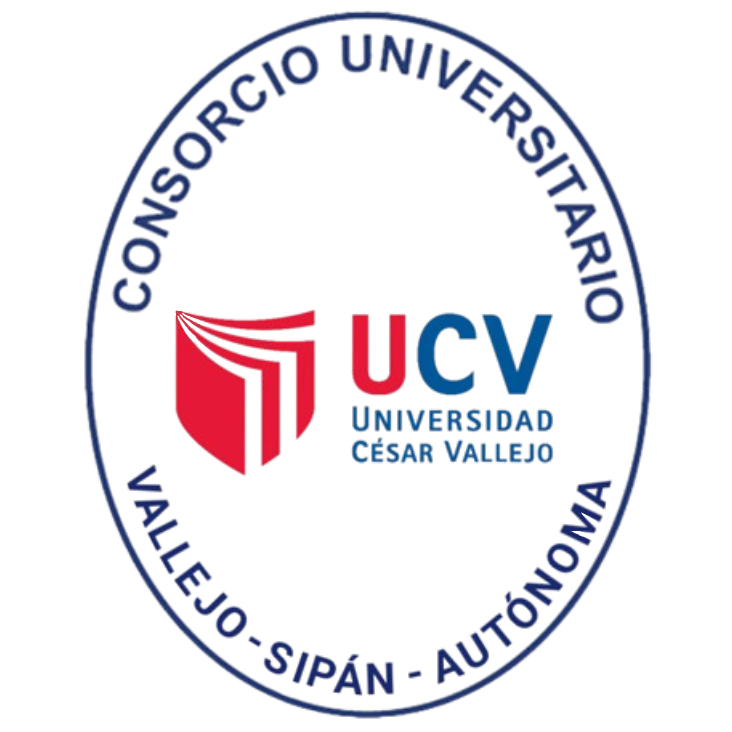
Escudo utilizado desde 2011 hasta 2012.
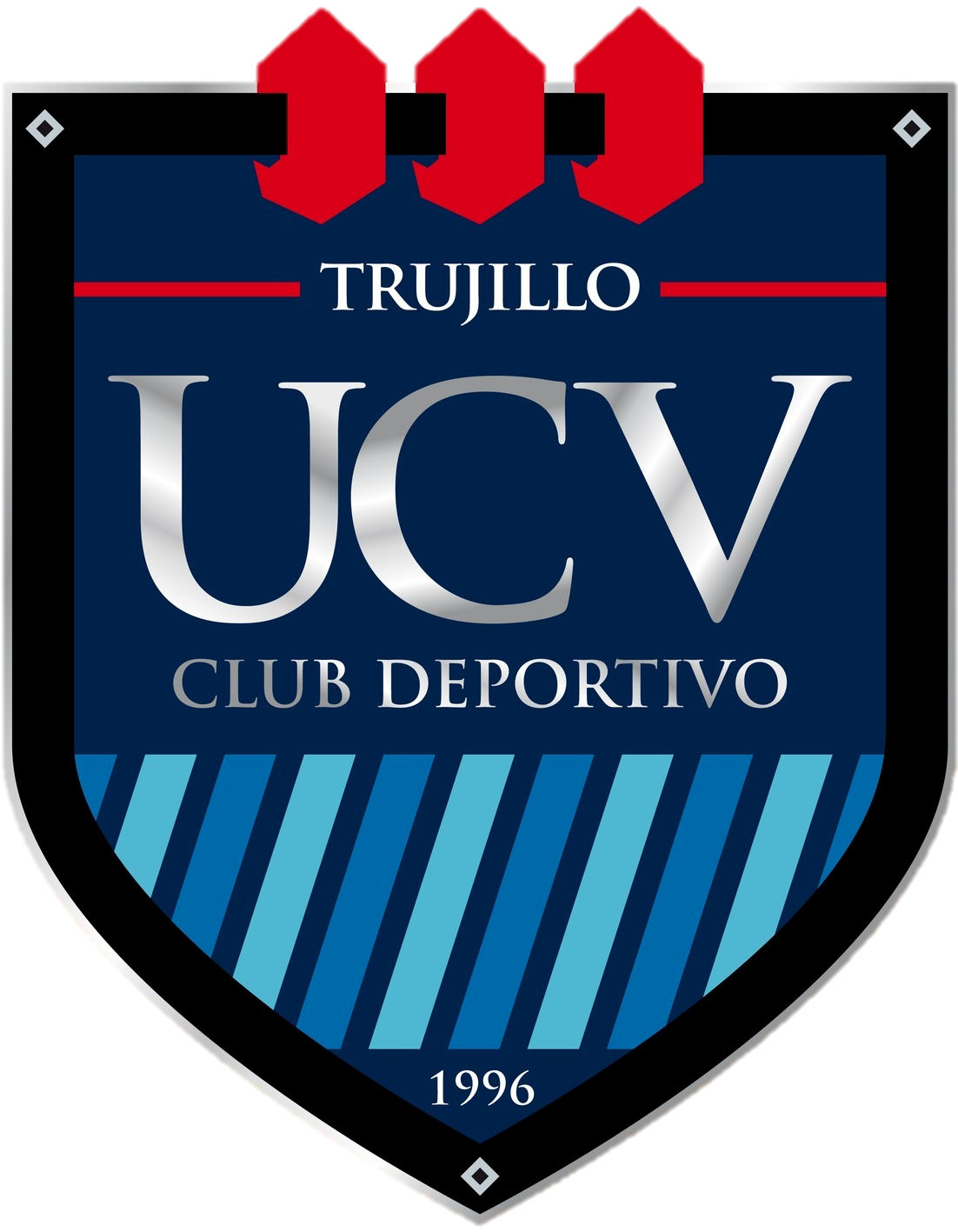
Escudo utilizado desde 2013 hasta la actualidad.

## Rivalidades

### Derbi Trujillano
El Clásico Moderno o Derbi Trujillano es disputado por los dos equipos de la ciudad de Trujillo que actualmente se encuentran en la Segunda División del Perú.
De 17 partidos oficiales, 8 victorias son para la Universidad César Vallejo, 7 fueron empates y 2 victorias para el Carlos A. Mannucci, aunque ya se vieron las caras en una final oficial, qué fue la final de la Segunda División del año 2018, el partido de ida se jugó en el Estadio Mansiche de Trujillo que terminó 1 a 1, después se jugó el partido de vuelta en el Estadio Municipal de Casa Grande, terminando 3 a 1 a favor del cuadró poeta.

## Indumentaria
- Uniforme titular: Camiseta naranja, pantalón naranja y medias naranjas.
- Uniforme alternativo: Camiseta azul, pantalón azul, medias azules.

### Evolución del uniforme

#### Titular
| 1996-2001 | 2001-2004 | 2005, 2008 | 2006-2007 | 2009-2010 | 2011 | 2012 | 2013 | 2014 | 2015 |

| 2016 | 2017 | 2018 | 2019 | 2020 | 2021 | 2022 | 2023 | 2024 | 2025 |

#### Visitante
| 2011 | 2012 | 2013 | 2014 | 2015 | 2016 | 2017 | 2018 | 2019 | 2020 |

| 2021 | 2022 | 2023 | 2024 | 2025 |

#### Alternativa
| 2012 | 2013-2014 | 2015-2016 | 2021 Camiseta 25° aniversario | 2023 | 2024 |

#### Cuarta
| 2023 | 2024 |

### Patrocinadores y proveedores
| Periodo       | Proveedor | Logo |
| ------------- | --------- | ---- |
| 2005          | Walon     |      |
| 2006-2007     | Jor       |      |
| 2009-2011     | Real      |      |
| 2012-2014     | Walon     |      |
| 2015-2017     | Joma      |      |
| 2018-2022     | Real      |      |
| 2023-presente | Astro     |      |

| Vigente    | Patrocinador         |
| ---------- | -------------------- |
| Desde 1996 | UCV                  |
| Desde 2020 | Sporade              |
| Desde 2022 | Caja Trujillo        |
| Desde 2023 | Apuesta Total        |
| Desde 2023 | IEP Ingeniería       |
| Desde 2023 | Promant              |
| Desde 2024 | Alkofarma            |
| Desde 2024 | Eurotubo             |
| Desde 2024 | Megalodon Restaurant |
| Desde 2024 | Vendomática          |
| Desde 2024 | Madeco               |

## Estadio
El club tiene como sede a su complejo deportivo denominado Villa Poeta (7 hectáreas, en Huanchaco, Trujillo) con tres campos de fútbol, donde tiene también un pequeño Estadio (con aforo para 2 mil espectadores). Es el primer club peruano que sin ser de la capital del país tiene su Estadio propio.
El club hace de local en el Estadio Mansiche (con mucho mayor aforo), construido entre la Huerta Carolina y terrenos adyacentes al Campo de Aterrizaje y la Muralla del Seminario en Trujillo, Perú. Las obras de construcción del estadio, perteneciente al Estado peruano, comenzaron oficialmente el 13 de mayo de 1944 y concluyeron en julio de 1946, bajo la gestión del presidente José Luis Bustamante y Rivero. Fue inaugurado el 12 de octubre de 1946, con personalidades como José Gálvez Barrenechea y Zoila María de la Torre como padrinos. El primer partido se jugó ese mismo día entre el Club Social Deportivo Trujillo y el Sport Tigre de Trujillo.
En 1984, se construyó la tribuna norte para cumplir con la capacidad requerida para la Copa Libertadores. En 1993, se instalaron torres de iluminación artificial, permitiendo encuentros nocturnos. Con motivo de la Copa América 2004, el estadio fue remodelado y ampliado a una capacidad de 25 000 espectadores, con mejoras en tribunas, cabinas de transmisión, camerinos y un marcador electrónico. En 2005, se instaló gramado artificial. En 2013, el estadio albergó nuevamente la Copa Libertadores, donde la U. César Vallejo enfrentó a Deportes Tolima, siendo eliminado en la primera fase.

## Datos del club
- Fundación: 6 de enero de 1996 (29 años)
- Puesto histórico Perú: 13
- Temporadas en 1.ª División: 17 (2004-2005, 2008-2016, 2019-2024).
- Temporadas en 2.ª División: 5 (2006-2007, 2017-2018, 2025-Act).

- Mayor goleada conseguida:
  - En campeonatos nacionales de local: Universidad César Vallejo 8:1 Sport Áncash (1 de octubre del 2017)
  - En campeonatos nacionales de visita: Alfonso Ugarte 0:5 Universidad César Vallejo (16 de septiembre del 2007), Serrato Pacasmayo 0:5 Universidad César Vallejo (8 de octubre de 2017)
  - En campeonatos internacionales de local: Universidad César Vallejo 3:0  Universitario de Sucre (23 de septiembre del 2014)
  - En campeonatos internacionales de visita:  Millonarios 1:2 Universidad César Vallejo (21 de agosto del 2014)

- Mayor goleada recibida:
  - En campeonatos nacionales de local: Universidad César Vallejo 0:4 Coronel Bolognesi FC (3 de noviembre del 2004)
  - En campeonatos nacionales de visita: Sporting Cristal 7:2 Universidad César Vallejo (23 de octubre de 2016)
  - En campeonatos internacionales de local: 
    - Universidad César Vallejo 1:5  Independiente Medellín (7 de mayo del 2024)

  - En campeonatos internacionales de visita:  Botafogo 4:0 Universidad César Vallejo (21 de abril del 2023)
- Mejor puesto en 1.ª División: 3° (2012, 2015).
- Peor puesto en 1.ª División: 17° (2024)
- Mejor puesto en 2.ª División: 1° (2007, 2017, 2018).
- Peor puesto en 2.ª División: 9° (2006)
- Mejor Participación local: Campeón (Torneo del Inca 2015).
- Mejor Ubicación IFFHS:
  - Ranking a nivel mundial 195° (2014).[27]
  - Ranking a nivel de Sudamérica 19° (2014).
  - Mejor equipo de Perú (2014).[28]
- Mejor participación internacional: Cuartos de final  (Copa Sudamericana 2014).
- Máximo goleador: Andy Pando - 46 goles.[29]

### Participaciones internacionales
| Torneo                           | Ediciones                     |
| -------------------------------- | ----------------------------- |
| Copa Libertadores de América (4) | 2013, 2016, 2021, 2022.       |
| Copa Sudamericana (5)            | 2010, 2011, 2014, 2023, 2024. |

### Por competición
| Torneo                       | Temp. | PJ | PG | PE | PP | GF | GC | Dif. | Pts. | Mejor desempeño  |
| ---------------------------- | ----- | -- | -- | -- | -- | -- | -- | ---- | ---- | ---------------- |
| Copa Libertadores de América | 4     | 8  | 0  | 3  | 5  | 2  | 9  | -7   | 3    | Primera fase     |
| Copa Sudamericana            | 4     | 19 | 5  | 4  | 10 | 25 | 34 | -9   | 19   | Cuartos de final |
| Total                        | 8     | 27 | 5  | 7  | 15 | 27 | 43 | -16  | 22   | —                |

## Entrenadores

### Cronología
- Andrés Esquerre (2001-2003)
- Juan Caballero (2004-2005)
- Franco Navarro (2005)
- Benjamin Navarro (2006)
- Norberto Traverso Calderón (2006)
- Andrés Esquerre (2007)
- Roberto Arrelucea (2007-2008)
- Mario Viera (2008-2010)
- Víctor Rivera (2011-2013)
- Franco Navarro (2014-2016)
- Ángel Comizzo (2016)
- Francisco Cortés (2017)
- José Guillermo del Solar (2018-2022)
- Sebastián Abreu (2023)
- Roberto Mosquera (2023-2024)
- Guillermo Salas (2024)
- Luis Hernández Díaz (2024-2025)
- José Guillermo del Solar (2025-)

## Participación en competiciones de la Conmebol
| Temporada | Torneo            | Ronda            | Club                   | Local | Visita | Global    |
| --------- | ----------------- | ---------------- | ---------------------- | ----- | ------ | --------- |
| 2010      | Copa Sudamericana | Primera Fase     | Barcelona              | 1-2   | 1-3    | 2-5       |
| 2011      | Copa Sudamericana | Primera Fase     | Santa Fe               | 1-1   | 0-2    | 1-3       |
| 2013      | Copa Libertadores | Primera Fase     | Deportes Tolima        | 1-1   | 0-1    | 1-2       |
| 2014      | Copa Sudamericana | Primera Fase     | Millonarios            | 2-2   | 2-1    | 4-3       |
| 2014      | Copa Sudamericana | Segunda Fase     | Universitario de Sucre | 3-0   | 2-2    | 5-2       |
| 2014      | Copa Sudamericana | Octavos de final | Bahia                  | 2-0   | 0-2    | 2(7)-2(6) |
| 2014      | Copa Sudamericana | Cuartos de final | Atlético Nacional      | 0-1   | 0-1    | 0-2       |
| 2016      | Copa Libertadores | Primera Fase     | Sao Paulo              | 1-1   | 0-1    | 1-2       |
| 2021      | Copa Libertadores | Fase 1           | Caracas                | 0-0   | 0-2    | 0-2       |
| 2022      | Copa Libertadores | Fase 1           | Olimpia                | 0-1   | 0-2    | 0-3       |
| 2023      | Copa Sudamericana | Primera Fase     | Deportivo Binacional   | 3-1   | 3-1    | 3-1       |
| 2023      | Copa Sudamericana | Fase de grupos   | Botafogo               | 2-3   | 0-4    | 4to Lugar |
| 2023      | Copa Sudamericana | Fase de grupos   | Liga de Quito          | 1-2   |        | 4to Lugar |
| 2023      | Copa Sudamericana | Fase de grupos   | Magallanes             |       | 2-2    | 4to Lugar |
| 2024      | Copa Sudamericana | Primera Fase     | Sport Huancayo         | 2-0   | 2-0    | 2-0       |
| 2024      | Copa Sudamericana | Fase de grupos   | Defensa y Justicia     | 0-1   | 1-0    |           |

## Palmarés

### Fútbol

#### Torneos nacionales (4)
| Nacional                        | Títulos     | Subcampeonatos |
| ------------------------------- | ----------- | -------------- |
| Torneo del Inca (1/0)           | 2015.       |                |
| Segunda División del Perú (2/1) | 2007, 2018. | 2017.          |
| Copa Perú (1/1)                 | 2003.       | 2001.          |

#### Torneos regionales (9)
| Regional                                     | Títulos           | Subcampeonatos |
| -------------------------------------------- | ----------------- | -------------- |
| Etapa Regional - Región VI (2/1)             | 2001, 2002.       | 2003.          |
| Liga Departamental de La Libertad (3/0)      | 2001, 2002, 2003. |                |
| Liga Provincial de Trujillo (3/0)            | 2001, 2002, 2003. |                |
| Liga Distrital de Trujillo (1/1)             | 2001.             | 1999.          |
| Segunda División Distrital de Trujillo (1/0) | 1998.             |                |
| Tercera División Distrital de Trujillo (1/0) | 1997.             |                |

#### Torneos amistosos internacionales (7)
- Serie Río de la Plata (1): 2024.
- Copa Sebastián Abreu (1): 2023.[30]
- Copa Jorge Bava (1): 2023.[31]
- Copa Ciudad de Trujillo (1): 2011.[32]
- Noche Poeta (3): 2013,[33] 2014,[34] 2016.[35]

#### Torneos amistosos nacionales (3)
- Trofeo de la ADFP (1): 2015.
- Copa de la Declaración de su Independencia y Día Internacional de Solidaridad con el Pueblo Palestino (1): 2015.
- Trofeo Apuesta Total (1): 2024.

#### Torneos juveniles (2)
- Torneo de Promoción y Reserva (1): 2010.
- Copa de la Amistad sub-12 (1): 2010

### Vóley Femenino

#### Torneos nacionales
| Nacional                                    | Campeón     | Subcampeonatos | Terceros                      |
| ------------------------------------------- | ----------- | -------------- | ----------------------------- |
| Liga Nacional Superior de Voleibol del Perú | 1 (2012-13) |                | 3 (2010-11, 2013-14, 2014-15) |

#### Torneos internacionales
| Continental                                            | Campeón | Subcampeonatos | Terceros |
| ------------------------------------------------------ | ------- | -------------- | -------- |
| Campeonato Sudamericano de Clubes de Voleibol Femenino |         |                | 1 (2013) |

## Filiales

### Club Deportivo Moquegua
El Club Deportivo Moquegua (antes como UCV Moquegua) es una filial del equipo de menores de la Universidad César Vallejo, con sede en la ciudad de Moquegua en el Departamento de Moquegua. Inició sus actividades en diciembre de 2021. En 2022 se consagró subcampeón de la segunda división de la Liga Distrital de Moquegua y ascendió a la primera división.
En 2023 lograría ser campeón distrital y provincial consecutivamente, para posteriormente ser subcampeón departamental, clasificando de esta manera a la etapa nacional. En la primera etapa, lograría posicionarse en el puesto 17 de 50, clasificando así a los dieciseisavos de final. En esta ronda logró eliminar a la Asociación Deportiva Tahuishco de Moyobamba con un 3-2 en el marcador global.
En octavos de final enfrentarían al Miguel Grau de Abancay. En el partido de ida vencieron como locales 2-1, aunque caerían eliminados tras perder 2-0 en el partido de vuelta. Sin embargo, se les declararía como ganadores del partido de vuelta por 3-0 tras presentar un reclamo por la alineación indebida de un futbolista rival, avanzando de esta manera a los cuartos de final. En esta fase se determinaría su posible ascenso, teniendo que enfrentar a partido único al Ecosem Pasco. En el tiempo regular empatarían sin goles, por lo que la clasificación se decidiría en tanda de penales, donde lograrían ganar por 4-1, obteniendo de esta manera su derecho a jugar la Liga 2 de 2024.
El equipo no tendría un buen rendimiento en la Liga 2 2024 y terminaría en la penúltima posición de la Zona Sur, siendo obligado a disputar el Grupo Descenso para evitar descender a la Liga 3. Finalmente esto no pasó y logra mantener la categoría tras vencer en la penúltima fecha por 6-1 al Carlos Stein, cuadro que justamente perdería la categoría esa temporada. 
El 24 de septiembre del año 2024 el club informo en sus redes sociales que cambiaría su nombre para el año 2025. Finalmente 3 meses después, el 19 de diciembre de 2024, mediante una conferencia transmitida por Facebook, se anunció una nueva identidad para el equipo, cambiando su nombre a Club Deportivo Moquegua a partir de la fecha mencionada junto con un nuevo escudo e indumentaria.

### Sport César Vallejo
El Club Social Cultural Deportivo Sport César Vallejo es un club de fútbol peruano, con sede en la Ciudad de Trujillo en el Departamento de La Libertad. Fue fundado el 1 de octubre del 2002 y es un gran animador de la Copa Perú. Sirve para darle continuidad a los jugadores de la reserva y juveniles que no son tomados en cuenta de la Universidad César Vallejo. Hace de local en el Estadio Mansiche en la ciudad de Trujillo.

### Otros deportes
En la César Vallejo se practican diversos deportes entre ellos: ajedrez, atletismo, baloncesto, frontón, fútbol, fútbol sala, gimnasia, natación, remo, tenis de mesa, voleibol, entre otros.
- Voleibol: La César Vallejo participaba activamente de la Liga Nacional Superior de Voleibol del Perú con equipo femenino en (1.ª División) y masculino en las ligas regionales.